# Victor Pidoux
Pour les articles homonymes, voir Pidoux et Familles Pidoux.
Marie Louis Victor Pidoux, dit Victor Pidoux est un homme politique français né le 20 mars 1807 à Orgelet (Jura) et mort le 23 septembre 1879 à Pontenx-les-Forges (Landes).

## Famille
Victor Pidoux est le fils de Louis César Pidoux (9 mai 1775 - 22 juillet 1847), officier de l'Université, et de Marie-Anne Camuset. Il épouse le 28 avril 1835 Victorine Thérèse Bathilde Maire du Poset (15 janvier 1811 - 2 avril 1871). De cette union naissent deux filles : l'une, Marie-Claire, née en 1836 et morte prématurément ;  l’autre, Bathilde, née en 1839 et décédée à Toulouse en 1905, qui épousera le baron Joseph d'Encausse de Labatut.

## Carrière
Docteur en droit, Victor Pidoux commence sa carrière comme avocat à Lons-le-Saunier puis à Besançon.
Légitimiste et donc hostile à Louis-Philippe, il se lance en politique à l'âge de 41 ans, après la révolution de 1848 qui voit l'avènement de la Deuxième République. Élu député du Doubs, il siège à droite de 1849 à 1851 et défend notamment la loi Falloux sur la liberté d'enseignement. Lors du coup d'État du 2 décembre 1851, il s'oppose au prince-président. Cela lui vaut de faire partie des 220 députés protestataires enfermés quelque temps à la prison Mazas. Il est ensuite incarcéré dans la forteresse du Mont-Valérien pour avoir refusé le poste de procureur général à Lyon que Napoléon III lui propose.
À partir de 1857, il devient administrateur de la Compagnie des Landes, propriétaire notamment de la forge de Pontenx. Le département des Landes est alors insalubre et l'empereur a pour ambition de l'assainir et le valoriser selon les dispositions de la loi du 19 juin 1857. Ainsi tenu à l'écart de Paris et du pouvoir, Victor Pidoux met sa compétence de juriste au service de la sylviculture et de la sidérurgie dans les Landes, qui passe à l'époque d'un stade artisanal à une échelle industrielle, avant de s'éteindre au début du XXe siècle.
Il vit dans la commune jusqu'à son décès, en 1879. Il est inhumé dans le cimetière de Pontenx-les-Forges. Charles de Montalembert, qui avait été son colistier aux élections, écrit à cette occasion : « Il représentait ce que j’aurais voulu représenter moi-même, l'indépendance politique et la foi catholique. Il a été vaincu, comme je l’ai été deux fois, et, autant que j’en puisse juger, par les mêmes causes et les mêmes influences ».

## Galerie

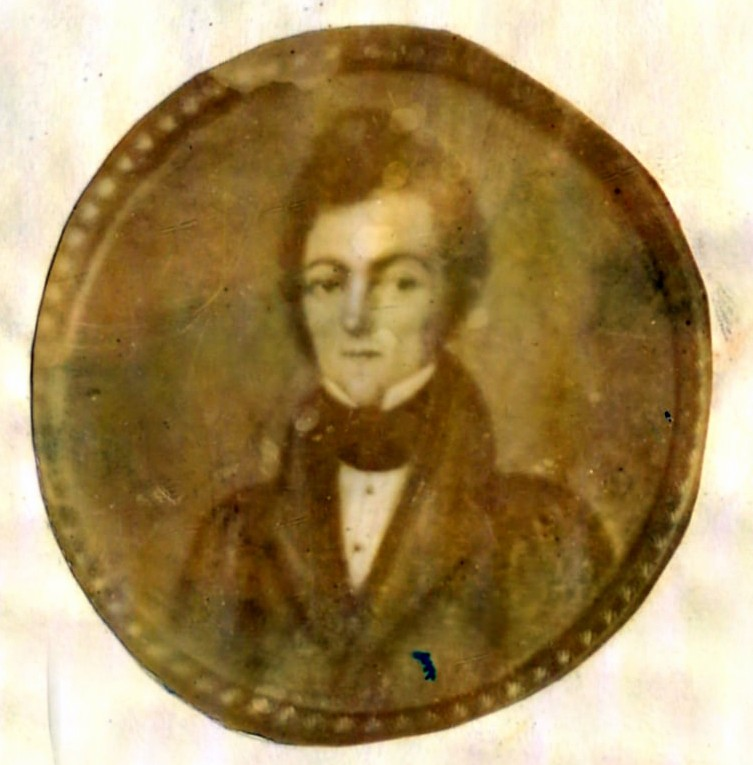
Victor Pidoux, jeune
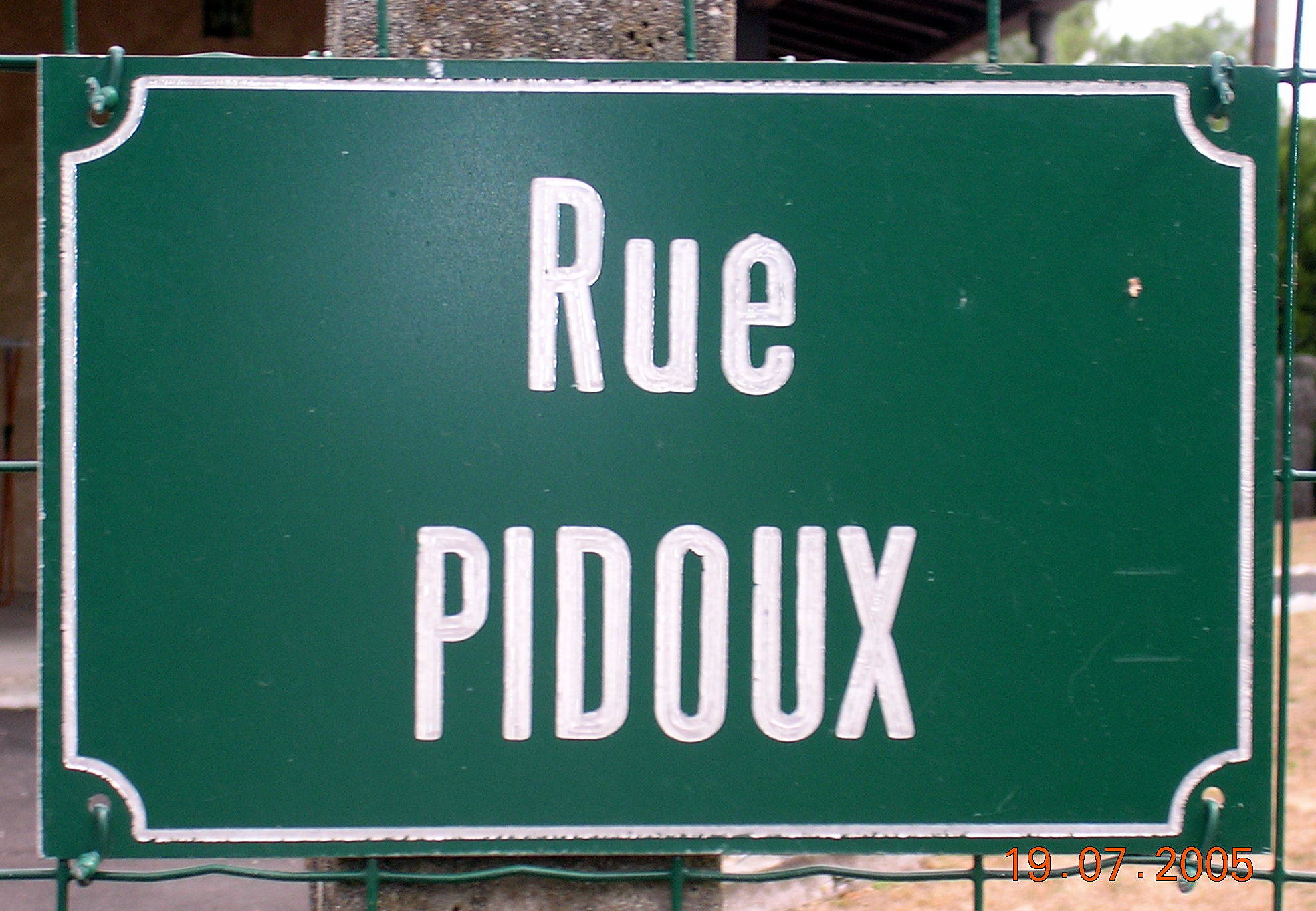
Rue Pidoux, à Pontenx-les Forges, honorant la mémoire de Victor Pidoux

### Sources
- « Victor Pidoux », dans Adolphe Robert et Gaston Cougny, Dictionnaire des parlementaires français, Edgar Bourloton, 1889-1891 [détail de l’édition]

- Ressource relative à la vie publique :   - Base Sycomore